# Campeonato Catarinense Série C
Il Campeonato Catarinense Série C è il terzo e ultimo livello calcistico nello stato di Santa Catarina, in Brasile.

## Stagione 2023
- Atlético Tubarão (Tubarão)
- Blumenau (Blumenau)
- Fluminense (Joinville)
- Imbituba (Imbituba)
- Pedra Branca (Palhoça)
- Porto (Porto União)

## Albo d'oro
| Anno | Campione (città)                | Vice (città)                  |
| ---- | ------------------------------- | ----------------------------- |
| 2004 | GE Juventus (Jaraguá do Sul)    | Brusque (Brusque)             |
| 2005 | Próspera (Criciúma)             | Figueirense B (Florianópolis) |
| 2006 | Camboriuense (Camboriú)         | Videira (Videira)             |
| 2007 | Cidade Azul (Tubarão)           | Imbituba (Imbituba)           |
| 2008 | Porto (Porto União)             | Videira (Videira)             |
| 2009 | XV de Indaial (Indaial)         | Guarani (Palhoça)             |
| 2010 | Caxias (Joinville)              | Guarani (Palhoça)             |
| 2011 | Biguaçu (Biguaçu)               | Caçador (Caçador)             |
| 2012 | Caçador (Caçador)               | Jaraguá (Jaraguá do Sul)      |
| 2013 | Inter de Lages (Lages)          | Blumenau (Blumenau)           |
| 2014 | CA Juventus (Seara)             | Jaraguá (Jaraguá do Sul)      |
| 2015 | Barra (Balneário Camboriú)      | Litoral (Penha)               |
| 2016 | Itajaí (Itajaí)                 | Fluminense (Joinville)        |
| 2017 | Blumenau (Blumenau)             | CEC/Orleans (Orleans)         |
| 2018 | Próspera (Criciúma)             | Itajaí (Itajaí)               |
| 2019 | Caçador (Caçador)               | Itajaí (Itajaí)               |
| 2020 | Atlético Catarinense (São José) | Nação (Joinville)             |
| 2021 | Blumenau (Blumenau)             | Caravaggio (Nova Veneza)      |
| 2022 | Santa Catarina (Rio do Sul)     | Caçador (Caçador)             |
| 2023 | Atlético Tubarão (Tubarão)      | Blumenau (Blumenau)           |